# 郡司拳佑
郡司 拳佑（ぐんじ けんすけ、1993年7月2日 - ）は、日本出身の柔道家・指導者。学生時代にインターハイ準優勝や国民体育大会優勝などの実績を残し、後に旭化成柔道部に所属。現在はアメリカ・ニューヨークで活動している。

## 経歴
小学2年で柔道を始め、中学時代にはレスリングでも全国優勝を果たす。高校3年時にはインターハイで準優勝、国民体育大会（少年の部）で優勝した。
大学は慶應義塾大学に進学し、エースとして団体戦でも活躍した。卒業後は旭化成柔道部に所属し、全日本柔道選手権大会に出場、全日本実業団柔道選手権大会では準優勝を果たしている。
引退後はニューヨークを拠点に活動を開始。柔道クラブ「Kokushi Budo Institute」に所属しながら、プライベートレッスンやセミナーを行っている。

## 主な実績
- 全国中学校レスリング選手権 優勝[3]
- 全国高等学校総合体育大会（インターハイ） 準優勝[4]
- 国民体育大会（少年の部） 優勝[5]
- 全日本実業団柔道選手権大会 準優勝[8]
- 全日本柔道選手権大会 出場[6]